# NGC 180
NGC 180 là một thiên hà xoắn ốc có rào chắn nằm trong chòm sao Song Ngư. Nó được phát hiện vào ngày 29 tháng 12 năm 1790 bởi William Herschel.